# Los zand (televisieserie)
Los zand was een dertiendelige fictiereeks op de Belgische zender Eén, een productie van Sputnik Media, dat ook Kaat & co produceerde. Aanvankelijk zou het De ontdekkingsreis heten, later koos men voor de huidige naam. De serie speelt zich zowel in Namibië, Antwerpen en Oostende af en is een combinatie van een roadmovie en een broeierig psychodrama. In de serie, die wordt beschouwd als een midweekfictiereeks, komen veel flashbacks voor.
Het verhaal eindigt met een open einde. Niet alle vragen van de serie worden beantwoord.

## Verhaal
Serge, aandeelhouder bij EK Finance, besluit uit het bedrijf te stappen, op voorwaarde dat zijn zoon Vincent aan de slag kan bij het bedrijf.
Vincent ontdekt dat er illegale transacties vanuit EK Finance gebeuren naar Zuid-Afrika, waar het geld gebruikt wordt voor wapenhandel. Als de vader van zijn vriendin hem in vertrouwen neemt over zijn geldproblemen, besluit Vincent naar Afrika te reizen om een deel van het illegale geld te onderscheppen. Deze praktijken probeert hij te camoufleren onder het mom van een reis met zijn vriendin en 2 andere koppels. Hij overtuigt zijn vriendin Sylvia en zijn vrienden Maarten en Willem. Zij nemen ook hun vriendinnen Julie en Charlotte mee.
Vincent reist naar Zuid-Afrika en slaagt erin 2,5 miljoen euro te stelen van een geldkoerier, Johannes. Het geld was bedoeld voor wapenhandel. Vervolgens reist hij met het geld verder naar Namibië, waar zijn vriendin en de 2 andere koppels hem opwachten. De koppels hebben haast niemand op de hoogte gebracht van de reis. Alleen Marc en Mieke, ouders van Maarten en Sylvia weten van de reis.
In Namibië reizen de mannen met een motor, terwijl hun vriendinnen een andere weg afleggen met een Landrover. Al snel slaat de twijfel toe. Vincent begint zich vreemd te gedragen, Charlotte blijkt er een eigen agenda voor fotografie op na te houden, Willem heeft problemen met zijn ex en Julie blijkt Maarten bedrogen te hebben met Jeroen.
Op Vincents werk zijn ze allesbehalve blij met zijn vertrek. Zijn baas Robrecht Palsterman vreest dat Vincent andere plannen heeft en hij licht Serge, vader van Vincent, in. Hij komt tot het besluit dat Vincent ernstige fouten gemaakt heeft in België. Robrecht wordt onder druk gezet door Vladimir, die het gestolen geld terug wil.
Vincent slaagt erin om 1 miljoen euro op een Zwitserse bankrekening te storten voor Marc die een miljoen schulden heeft door een verkeerde investering. Dit geld wordt afgehaald door Lucien en zijn zoon Jeroen.
Serge besluit samen met Stefanie Vincent achterna te reizen naar Namibië. In Namibië krijgt hij telefoon van Frank, die hem het telefoonnummer van Johannes bezorgt. Serge neemt contact op met Johannes, en geeft hem de locatie van zijn hotel. Johannes dringt vervolgens binnen op hun hotelkamer.
Diezelfde dag wordt Robrecht vermoord door Vladimir. Zijn auto wordt in de vlammen gezet.
Lieve vertelt Vincent ook dat Serge zijn echte vader niet is.
Willem mist Marie zo hard, dat hij uit Namibië vertrekt. Na het incident met Vincent is de maat vol. Hij laat Charlotte alleen achter.
Uiteindelijk geeft Vincent zijn geheim prijs. Hij is in Namibië een weeshuis aan het bouwen.

## Varia
- De reis ging van de Fish River Canyon van Namibië naar de Sossusvlei en de kustdorpjes Walvisbaai en Swakopmund.
- De acteurs trokken door de Kalahariwoestijn naar het Nationaal park Etosha.
- Actrice Tine Embrechts maakte een verslag van Namibië voor Vlaanderen Vakantieland.

## Personages
- Serge Vandeweghe (Eric Van Herreweghe) is een 52-jarige beursmakelaar die wel van een groen blaadje houdt. Hij heeft dan ook een relatie met een veel jonger meisje: Stefanie. Serge is de vader van Vincent en de ex-man van Lieve. Vroeger was hij een van de eigenaars van EK Finance, maar sinds hij een groot deel van zijn aandelen verkocht, hoeft hij eigenlijk niet meer te werken. Serge dwingt respect af van zijn omgeving, maar kan soms opvliegend zijn. Hij reist samen met Stefanie naar Namibië, om Vincent op te sporen.
- Vincent Vandeweghe (Matthias Schoenaerts) is 33 en heeft het allemaal: hij is vlot, intelligent en succesvol. Als creditcontrolmanager bij EK Finance staat hem een veelbelovende carrière te wachten, maar Vincent laat alles achter voor een plotse reis naar Namibië. Hij wordt daarbij vergezeld door zijn vriendin Sylvia Borms en zijn vrienden Maarten Borms en Willem Hendrickx. Wat zijn reisgezellen niet weten, is dat Vincent er een geheime agenda op nahoudt.
- Mieke Dumont (Marijke Pinoy) (57) is de vrouw van Marc Borms en de moeder van Sylvia en Maarten. Ze heeft haar eigen succesvolle bloemenzaak. Miekes man kwijnt steeds meer weg van de stress, maar Mieke merkt het te laat op.
- Marc Borms (Karel Vingerhoets) een zestigjarige architect, is de man van Mieke en de vader van Sylvia en Maarten. Gewoonlijk is hij rustig van aard, maar door zijn acute geldproblemen balanceert hij op het randje van een depressie.
- Sylvia Borms (Lotte Pinoy) is de 30-jarige vriendin van Vincent Vandeweghe. Ze is de dochter van Marc en Mieke. Ze werkt als verpleegkundige op de spoeddienst van het Universitair Ziekenhuis Antwerpen en is trouw, meelevend en sociaal geëngageerd. Sylvia gaat mee op reis om Vincent zijn laatste folietje te gunnen voor ze aan kinderen beginnen, maar ze is niet op de hoogte van Vincents echte plannen. Ze vindt het niet altijd makkelijk om samen te leven met een man als Vincent, maar gelukkig kan Sylvia altijd rekenen op haar moeder Mieke.
- Maarten Borms (Steve Aernouts) is een oprechte en verstandige jongeman en Vincents beste vriend. Ze kennen elkaar al sinds de lagere school. Maarten gaat samen met zijn vriendin Julie Vandeplas mee op trektocht door Namibië om zich te herbronnen over zijn professionele toekomst, nadat hij onlangs ontslagen werd als ingenieur. Maarten is de broer van Sylvia en de zoon van Marc en Mieke.
- Lucien Hendrickx (Dirk Lavrysen) is de vader van Willem en Jeroen, en de grootvader van Marie. Hij is dokter van beroep.
- Willem Hendrickx (Koen de Bouw) is een 38-jarige docent sociologie aan de Universiteit Antwerpen en een vriend van Vincent. Willem gaat in de eerste plaats mee op reis om de bikkelharde echtscheidingsstrijd met zijn ex-vrouw Hilde te vergeten, met wie hij een dochter heeft, Marie. Zijn ex-vrouw zorgde ervoor dat hij zijn dochter nog amper mag zien. Hij is de vriend van Charlotte Willekens.
- Jeroen Hendrickx (Gert Winkelmans) is een 33-jarige garagist, en de broer van Willem. Hij is een goede vriend van Vincent en Maarten. Hij werd door Vincent meegevraagd op reis, maar weigerde.
- Julie Vandeplas (Nele Van Rompaey) is het lief van Maarten Borms en de beste vriendin van Charlotte. Ze is 28. Ze heeft gebroken met haar ouders en voor haar is de avontuurlijke reis naar Namibië een belangrijke stap in haar streven naar zelfontplooiing. Julie is heel erg verliefd op Maarten.
- Charlotte Willekens (Tine Embrechts). De rustige en verstandige Charlotte (28) is het lief van Willem en de beste vriendin van Julie. Ze werkt als fotografe en weet perfect wat ze wil. Charlotte hoopt in Namibië het avontuur van haar leven te beleven, maar wil ook graag Willems vrienden beter leren kennen.
- Hilde Verlinden (Andrea Croonenberghs) (40) is de zorgzame en perfectionistische, maar licht ontvlambare ex-vrouw van Willem. Ze is een bediende in een internationale firma en heeft samen met Willem een dochter, Marie. Hilde en Willem hebben een echte vechtscheiding achter de rug. Hilde heeft ondertussen opnieuw de liefde gevonden bij Geert Somers, maar ze twijfelt soms of ze de juiste beslissing heeft genomen.
- Geert Somers (Wim Stevens) is de nieuwe vriend van Hilde. Hij is dus eigenlijk de rivaal van Willem. Geert is 42 en geeft Engels in een middelbare school.
- Stefanie Vanfleteren (Elise Bundervoet) is de nieuwe vriendin van Serge Vandeweghe. Ze is veel jonger dan Serge.
- Lieve Malfrère (Els Olaerts) is de ex van Serge Vandeweghe, en de moeder van Vincent.
- Robrecht Palsterman (Dries Vanhegen) (45), een beursmakelaar bij EK Finance, is de baas van Vincent en een oude vriend van Serge Vandeweghe. Robrecht is verstandig en hij heeft een neus voor zaken, maar hij kan ook erg opportunistisch zijn. Hij wordt vermoord door Vladimir, een rus die zijn gestolen geld terug wil.
- Frank Verrecas (David Dermez) (31) werkt als Credit Control Manager bij EK Finance. Hij is een collega van Vincent en hij werd onlangs gepromoveerd. De slimme Frank lijkt behulpzaam, maar dat is slechts schijn. In werkelijkheid denkt hij vooral aan zichzelf.
- Johannes Vercauteren (Norman Baert) is een naar Zuid-Afrika uitgeweken Belg, die in aanvaring met Vincent komt. Het komt tot een harde confrontatie. Hij heeft contacten met Robrecht Palsterman. Hij achtervolgt Vincent en probeert het geld terug te krijgen. Ook dringt hij de hotelkamer van Serge en Stefanie binnen.

### Gastrollen
- Griet Dobbelaere: Eva
- Labhise Allara Mandango Ciratu: Receptioniste Hotel
- Victor Peeters: Deurwaarder
- Ryszard Turbiasz: Vladimir
- Hilde Breda: Eindredactrice magazine
- Annemarie Picard
- Frans Maas: Vader van Vincent

## Kijkcijfers
| Nr. | Eerste uitzending | Kijkcijfers |
| --- | ----------------- | ----------- |
| 1   | 3 september 2009  | 853.879     |
| 2   | 10 september 2009 | 740.000     |
| 3   | 17 september 2009 | 631.049     |
| 4   | 24 september 2009 | 725.126     |
| 5   | 1 oktober 2009    | 635.013     |
| 6   | 8 oktober 2009    | 663.111     |
| 7   | 15 oktober 2009   | 686.000     |
| 8   | 22 oktober 2009   | 593.000     |
| 9   | 29 oktober 2009   | 614.953     |
| 10  | 5 november 2009   | 590.727     |
| 11  | 12 november 2009  | 688.199     |
| 12  | 19 november 2009  | 581.950     |
| 13  | 26 november 2009  | 677.943     |

Gemiddeld kijkcijfer: 667.765 kijkers